# Степанов, Фёдор Васильевич (генерал-майор)
Фёдор Васильевич Степанов (25 мая 1871 — 11 сентября 1917) — комендант Выборгской крепости, генерал-майор, герой русско-японской войны.

## Биография
Из дворян. Уроженец Витебской губернии. Среднее образование получил в Двинском реальном училище, где окончил семь классов.
В 1895 году окончил военно-училищный курс Московского пехотного юнкерского училища и был произведен в подпоручики с переводом в 41-ю артиллерийскую бригаду. Произведен в поручики 27 июля 1899 года.
В 1902 году окончил Николаевскую академию Генерального штаба по 1-му разряду и 28 мая того же года был произведён в штабс-капитаны «за отличные успехи в науках». В 1902—1904 годах отбывал цензовое командование ротой в 114-м пехотном Новоторжском полку. 3 февраля 1904 года назначен старшим адъютантом штаба 3-го Сибирского армейского корпуса, с которым и вступил в русско-японскую войну. 28 марта 1904 года произведен в капитаны. С 8 ноября 1904 по 1 апреля 1905 года исправлял должность штаб-офицера при штабе Квантунского укрепленного района. Удостоен ордена Св. Георгия 4-й степени
За отличия в делах против японцев, при отбитии штурмов Порт-Артура в октябре месяце и с 7 по 19 ноября 1904 года.
21 сентября 1905 года назначен обер-офицером для особых поручений при штабе 22-го армейского корпуса, 31 мая 1906 года — старшим адъютантом штаба того же корпуса. 26 ноября 1906 года произведен в подполковники «за отличие по службе», 19 мая 1907 года назначен начальником штаба Выборгской крепости. В 1909 году отбывал цензовое командование батальоном в 163-м пехотном Ленкоранско-Нашебургском полку. 6 декабря 1910 года произведен в полковники.
С началом Первой мировой войны, 11 февраля 1915 года назначен командиром 150-го пехотного Таманского полка. 13 июня того же года произведен в генерал-майоры на основании Георгиевского статута. 5 июля 1915 года назначен генералом для поручений при командующем 13-й армией, 15 октября того же года — генералом для поручений при командующем 12-й армией. 29 мая 1916 года назначен начальником штаба 7-го Сибирского армейского корпуса, 12 апреля 1917 года — комендантом Выборгской крепости.
29 августа 1917 года, во время Корниловского выступления, убит взбунтовавшимися солдатами выборгского гарнизона. 12 октября 1917 года исключен из списков убитым.

## Награды
- Орден Святой Анны 4-й ст. с надписью «за храбрость» (ВП 21.07.1904)
- Орден Святого Георгия 4-й ст. (ВП 27.01.1905)
- Орден Святого Станислава 3-й ст. с мечами и бантом (ВП 11.09.1905)
- Орден Святой Анны 3-й ст. с мечами и бантом (ВП 11.09.1905)
- Орден Святого Станислава 2-й ст. (ВП 4.03.1913)
- Орден Святого Владимира 4-й ст. (1913)
- Орден Святого Владимира 3-й ст. за отлично-усердную службу и труды, понесенные во время военных действий (ВП 18.02.1915)
- мечи к ордену Св. Владимира 3-й ст. (ВП 28.06.1915)
- Орден Святого Станислава 1-й ст. за отлично-усердную службу и труды, понесенные во время военных действий (ВП 06.09.1916)
- Орден Святой Анны 2-й ст. с мечами (ВП 07.12.1916)